# Аброскина, Юлианна Вячеславовна
Юлианна Вячеславовна Аброскина (до 2014 года — Квон; род. 14 сентября 1993 года, Нефтекамск) — российская волейболистка, либеро. Чемпионка России 2015 года.

## Биография
Юлианна Вячеславовна Квон родилась 14 сентября 1993 года в Нефтекамске. Училась в нефтекамских школах № 13 (2000—2004) и № 10 (2004—2010), а также уфимской гимназии № 115 (2010—2011). Начала заниматься волейболом в системе клуба «Олимп».
С 2013 по 2014 год играла за команду «Уфимочка-УГНТУ». В 2014 году вышла замуж и стала выступать под фамилией супруга.
С 2014 по 2015 год выступала за «Динамо-Казань», в составе которого стала чемпионкой России.
В 2016 году окончила институт экономики Уфимского государственного нефтяного технического университета и поступила в магистратуру Башкирского государственного аграрного университета.
С 2015 по 2018 год выступала за «Динамо-Метар». С марта 2018 года  до конца сезона играла в «Тулице».

## Достижения

### С клубами
- Чемпионка России 2015